# Wandelbühne
Die Wandelbühne (gegründet 2014) ist ein Theaterkollektiv mit Sitz im obersteirischen St. Lambrecht, das sich zum Ziel gesetzt hat, Theater vor allem jungem Publikum näher zu bringen. 
Künstlerischer Leiter ist der Regisseur Lukas Wachernig.

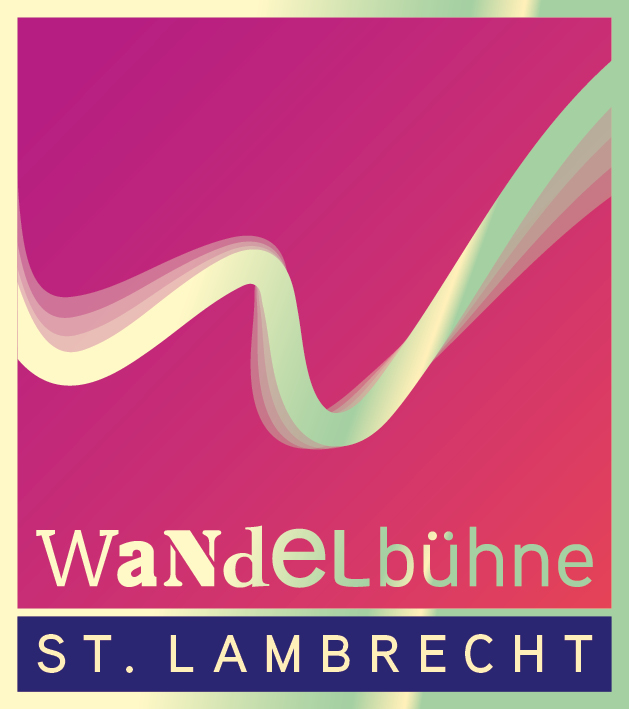
Logo der Wandelbühne 2025

## Theatercamps

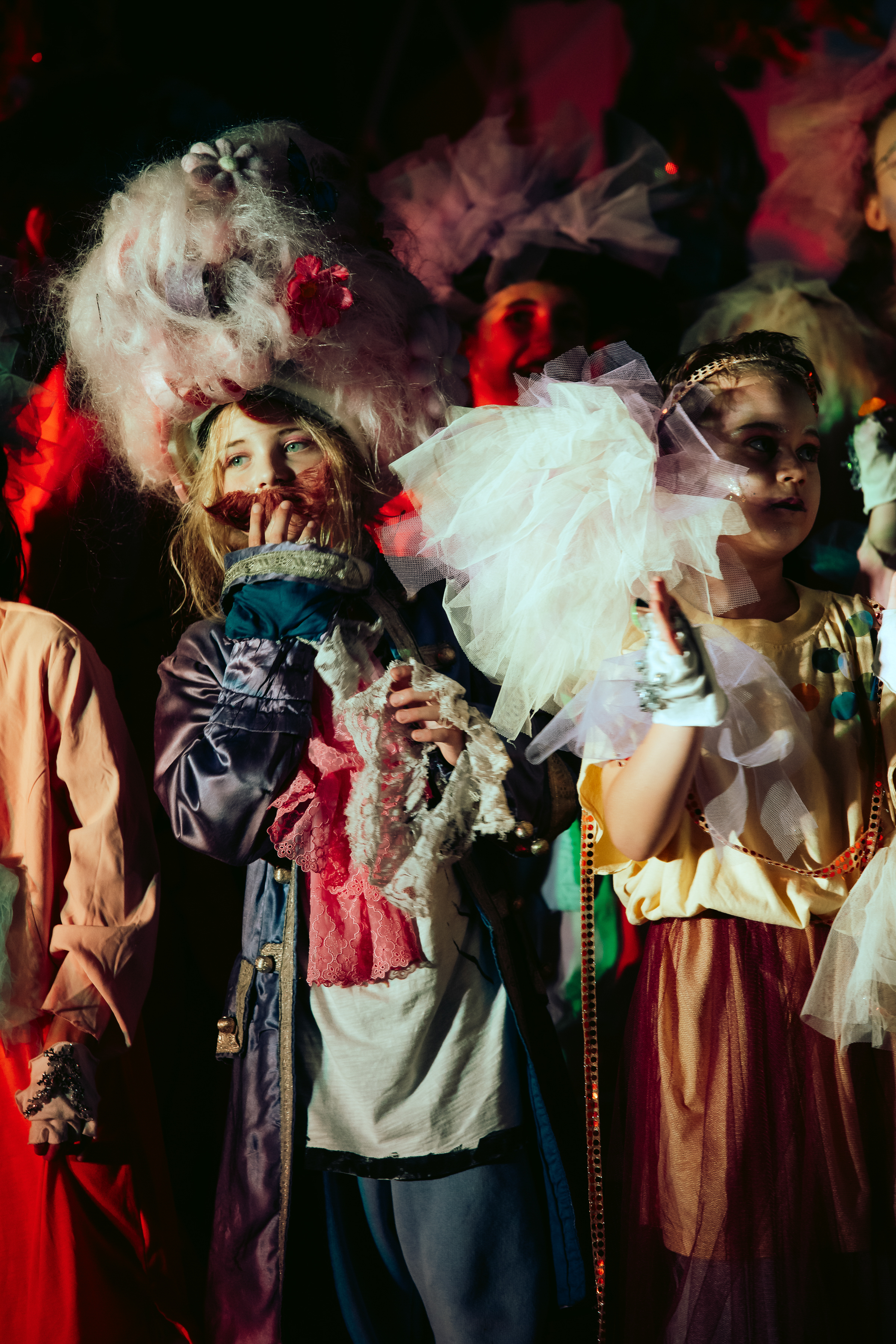
Traumhafter Sommernachtstraum 2024

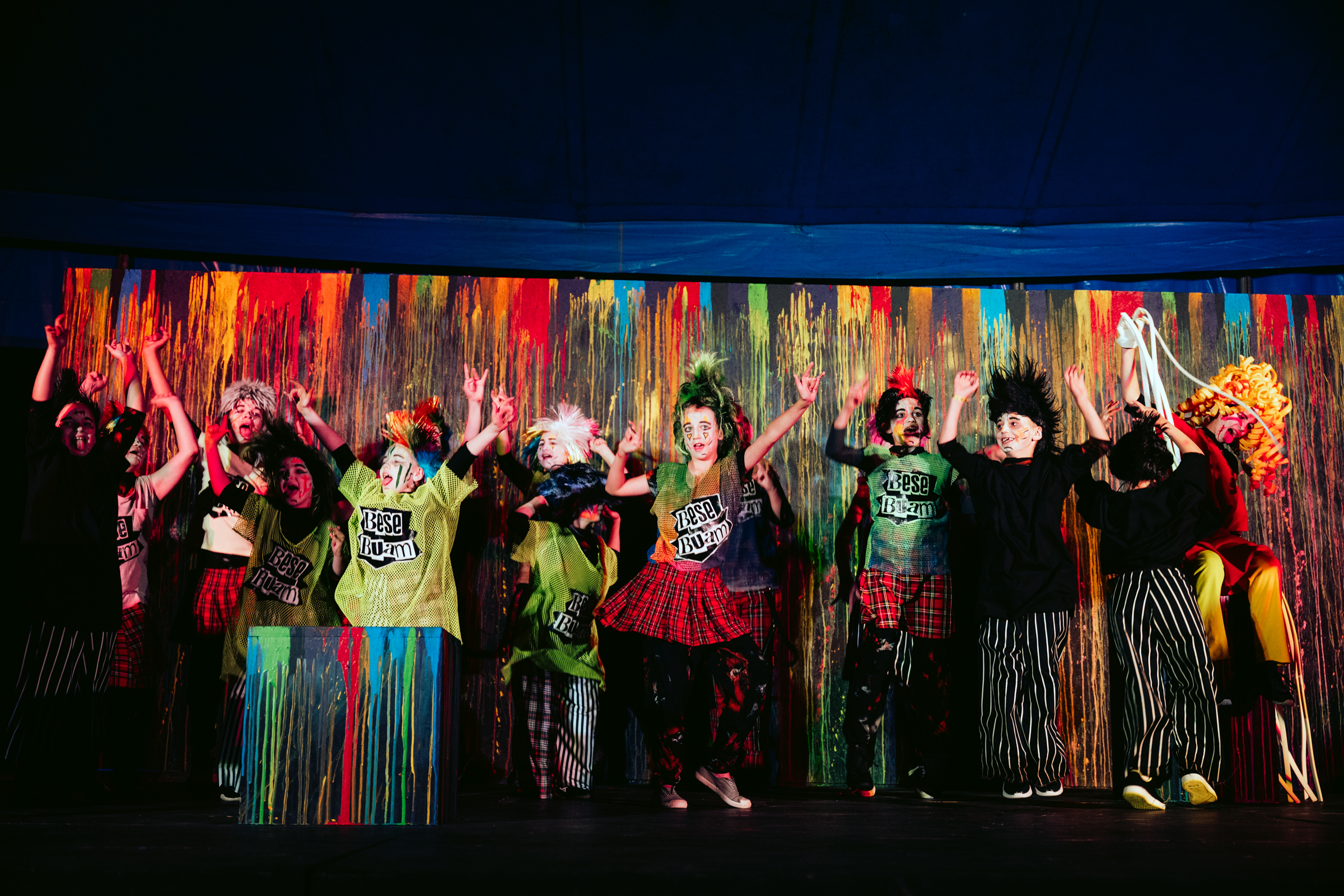
Struwwelpeters »Böse Buben« 2023

Was im Frühjahr 2014 mit einer simplen Idee begann, ist innerhalb kürzester Zeit zu einem Fixpunkt geworden: Die Theatercamps der Wandelbühne in St. Lambrecht.

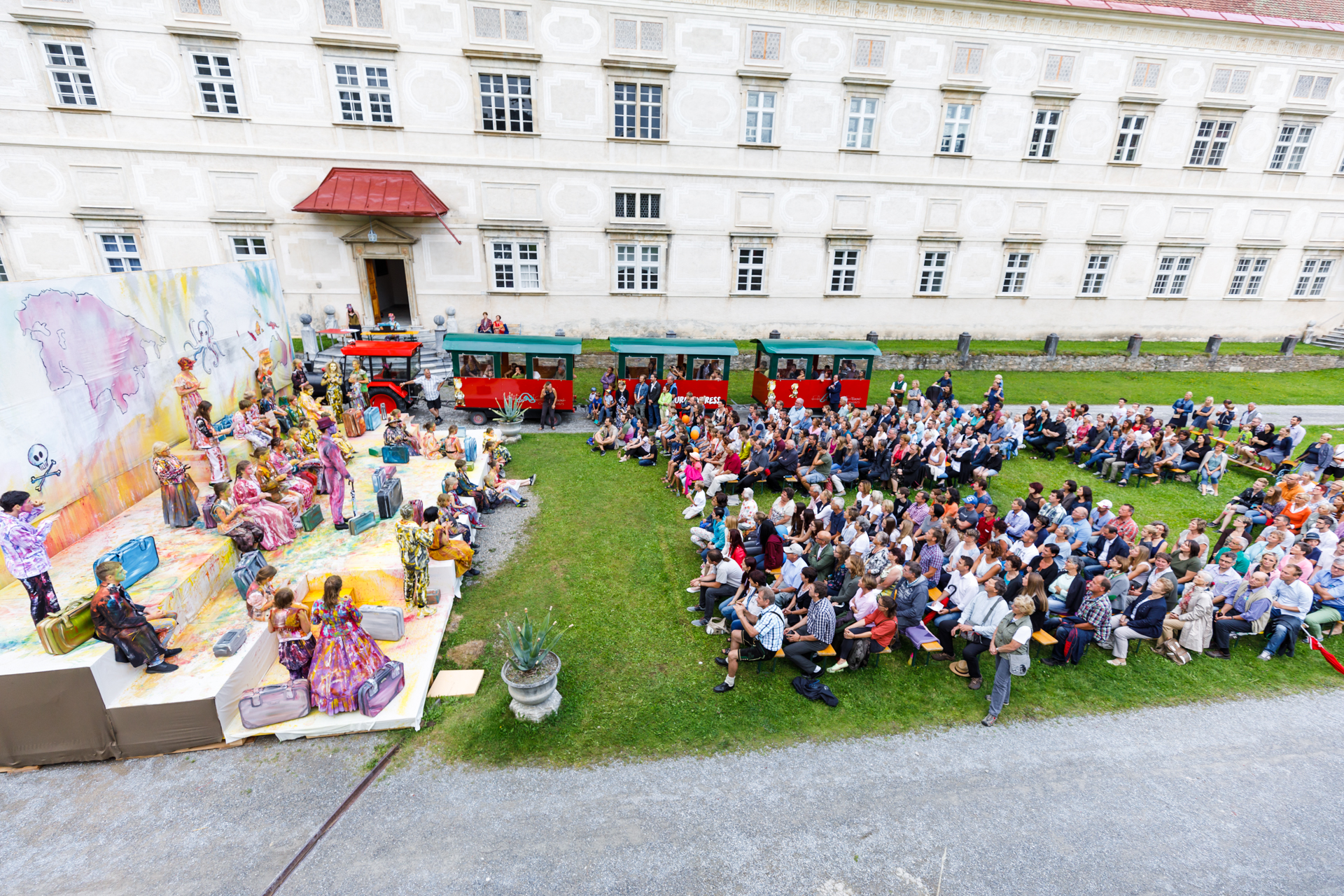
In 80 Tagen um die Welt 2017

Den Anfang machten Die St. Lambrechter Stastmusikanten, frei nach den Brüdern Grimm, die mit 25 Beteiligten zwischen 7 und 14 Jahren im idyllischen Stiftsgarten aufgeführt wurden. 2015 wurde mit Alice im Wunderland – aufgrund der Begeisterung im Publikum diesmal mit 60 Akteuren zwischen 7 und 97 Jahren – der Erfolg des ersten Jahres fortgeführt. Bei der Uraufführung von Es war einmal dreimal 2016 wurde mit über 1400 Zusehern an drei Vorstellungstagen erneut ein Rekord gebrochen, erstmals mit zwei Profis als Hauptdarsteller. 2017 standen im Zuge von In 80 Tagen um die Welt insgesamt 75 Darstellern jeden Alters auf der Bühne – seitdem bezeichnet sich die Wandelbühne als größtes generationenverbindendes Theaterfestival Österreichs.
2018 wurde das Theatercamp erstmals auf zwei Wochen verlängert, um insgesamt 100 Personen die Möglichkeit zu bieten, Theater selbst zu erleben und andererseits für tausende Zuseher den Struwwelpeter erlebbar zu machen. Mit Der Zauberer von Oz im Jahr 2019 waren bei den zwei stattfindenden Theatercamps insgesamt 120 Teilnehmer auf der Bühne zu erleben – neuer Besucherrekord (3000 Personen an nur 2 Wochenenden) inklusive.
2020 wurde das Theatercamp mit Die Abenteuer von Tom Sawyer und Huckleberry Finn digital abgehalten. Neben umfangreichen Workshop-Videos haben alle Teilnehmer von zuhause aus ihre Szenen aufgenommen und an das Leading Team geschickt. Mithilfe von Video-Profis wurden die rund tausend einzelnen Clips schließlich animiert und zu einem Film verwoben.

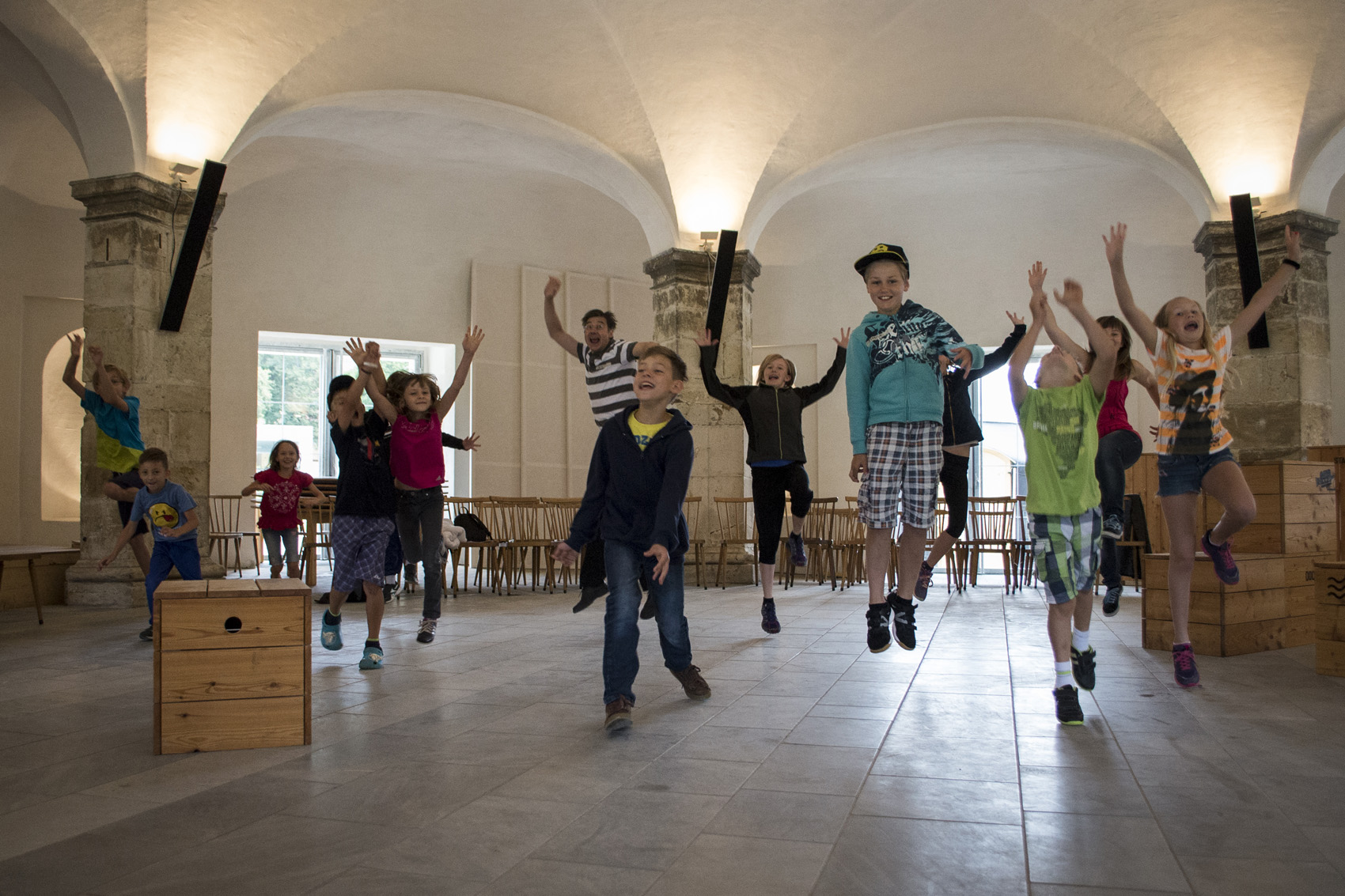
Workshops der Wandelbühne

2021 hat man mit der Uraufführung einer neu erstellten Fassung von Peter Pan erneut hunderte Teilnehmer und tausende Zuseher mit auf eine Theater-Reise der besonderen Art genommen.
2022 wurden die Lausbuben-Streiche von Max und Moritz als schräge Schlager-Revue neu interpretiert.
2023 feierte man mit Fortsetzung folgt... Jetzt! die 10. Saison der Wandelbühne. Das Publikum erwartete ein Best-Of der beliebtesten Stücke, alles zu einer neuen Geschichte verwoben.
2024 entfernte sich die Wandelbühne inhaltlich vom Bereich Märchen und Kinderbuchklassiker und widmete sich erstmals bekannten literarischen Stoffen, die für Personen jeden Alters völlig neu aufbereitet und zeitgerecht inszeniert werden sollen. Den Anfang machte Shakespeares Sommernachtstraum.
Für 2025 steht mit Der geballte Faust eine Neuinterpretation von Goethes Faust auf dem Spielplan.

## Workshops
Neben den sommerlichen Theatercamps bietet die Wandelbühne seit 2021 weitere Workshopformate an, unter anderem Rhetorik-Kurse, Schreibwerkstätten, Improvisationstheater, Pantomime, Tanz- und Chorworkshops sowie Perücken-Kurse.

## Weitere Produktionen

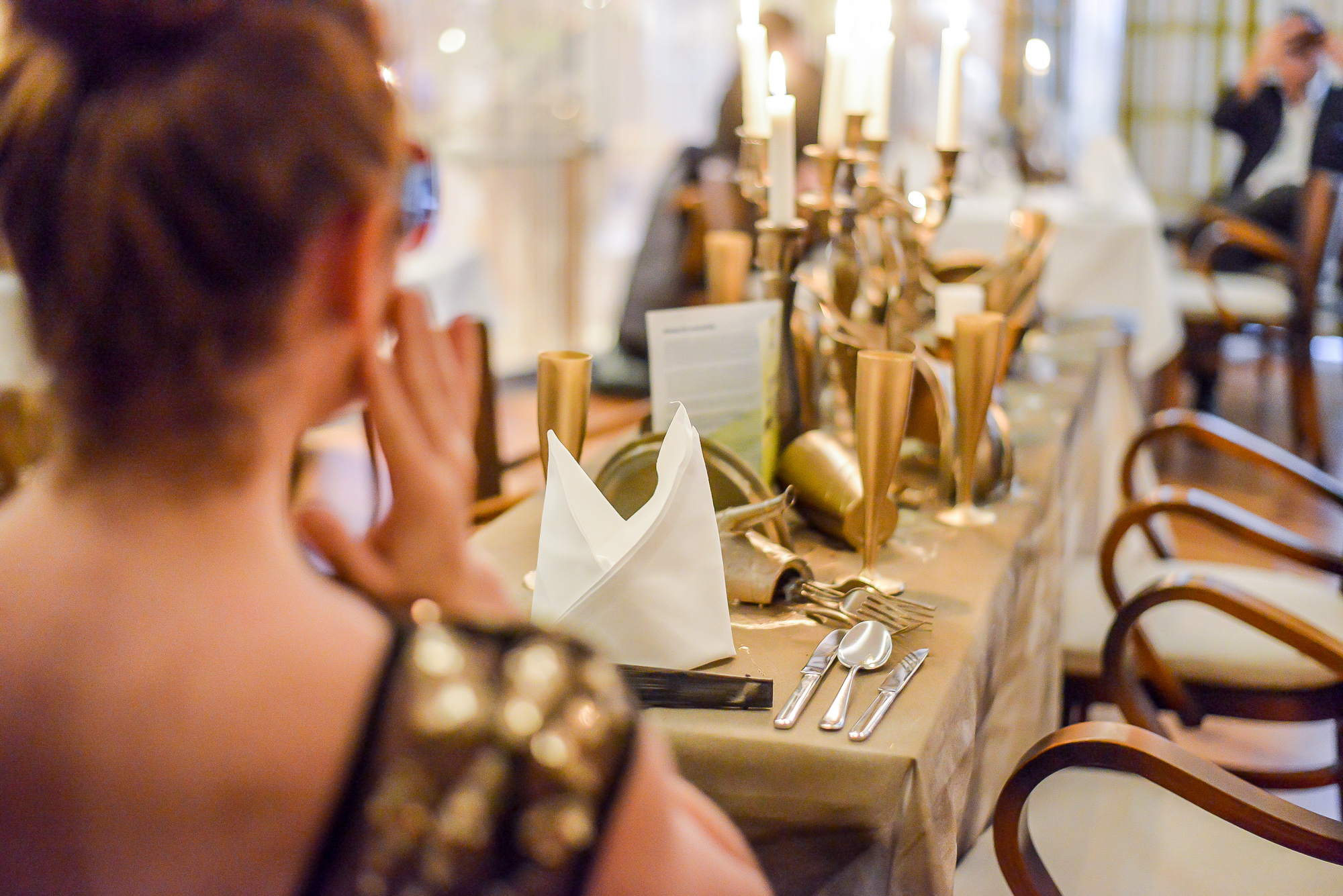
Dinner for everyOne 2018

Zusätzlich zu den Theatercamps und den Workshops kreiert die Wandelbühne neue Theaterformate, wie beispielsweise »Dinner for EveryOne«.
Für 2026 wird an einem Theaterspaziergang durch das Benediktinerstift St. Lambrecht gearbeitet, als zentrales Thema dafür dient Der Name der Rose.